# Bothriomyrmex corsicus
Bothriomyrmex corsicus är en myrart som beskrevs av Santschi 1923. Bothriomyrmex corsicus ingår i släktet Bothriomyrmex och familjen myror.

## Underarter
Arten delas in i följande underarter:
- B. c. corsicus
- B. c. liguricus
- B. c. mohelensis